# 信安镇
信安镇，是中华人民共和国河北省廊坊市霸州市下辖的一个乡镇级行政单位。

## 行政区划
信安镇下辖以下地区：
团结街村、忠勇街村、红强街村、仁义街村、建设街村、爱国街村、利民街村、解放街村、光明街村、英明街村、新立街村、郝场村、头屯村、张庄村、杨各庄村、菜园村和高桥村。